# Fort La Pointe
Pour les articles homonymes, voir La Pointe.
 (novembre 2023).
Si vous disposez d'ouvrages ou d'articles de référence ou si vous connaissez des sites web de qualité traitant du thème abordé ici, merci de compléter l'article en donnant les références utiles à sa vérifiabilité et en les liant à la section « Notes et références ».
Fort La Pointe est un fort français construit au XVIIIe siècle sur l'Île Madeline en Nouvelle-France.
Le fort La Pointe fut édifié à côté d'une mission jésuite fondée par le père Claude-Jean Allouez en 1665.
Le Fort La Pointe doit son nom aux explorateurs français et aux coureurs des bois canadiens-français qui parcouraient cette contrée au XVIIe siècle. Il s'agit d'une avancée de terre dans le lac Supérieur, formant une baie dénommée baie de Chagouamigon.

## Histoire
En 1661, René Ménard fut le premier missionnaire jésuite à arpenter dans cette contrée.
Une mission religieuse fut fondée en 1665 par le père Claude-Jean Allouez qui aura pour successeur Jacques Marquette qui le remplaça en 1669.
En 1693, le gouverneur de la Nouvelle-France, Louis de Buade de Frontenac, charge Pierre-Charles Le Sueur de fonder un comptoir près des Grands Lacs. Le Sueur choisit l'emplacement d'un cap donnant sur les Grands Lacs qu'il nommera Fort La Pointe.  
Ce poste fortifié français servit de comptoir pour les trappeurs qui commerçaient, avec les Amérindiens, la fourrure des castors, loutres, renards et ours. 
Le fort La Pointe fonctionna sur deux périodes distinctes : 1693-1698, et 1718-1759. Lors de cette seconde période, le fort fut commandé par Louis-Joseph Gaultier de La Vérendrye, fils du célèbre explorateur canadien-français, Pierre Gaultier de Varennes et de La Vérendrye.
Le fort La Pointe fut définitivement perdu par les Français lors du Traité de Paris de 1763 et perdit son rôle de fort.
Au XIXe siècle, la petite cité de La Pointe, dans l'État du Wisconsin, demeura un centre de traite de la fourrure.
En 1842, puis en 1854 furent signés deux traités entre la nation des Ojibwés et les États-Unis, appelé chacun du nom de "Traité de La Pointe" et qui cédaient la majeure partie des territoires amérindiens.